# Ivian Sarcos
Ivian Lunasol Sarcos Colmenares, (sinh ngày 26 tháng 7 năm 1989 tại Guanare, Portuguesa, Venezuela) là một Hoa hậu của Venezuela người đã chiến thắng danh hiệu Hoa hậu Thế giới Venezuela 2010, Hoa hậu Thế giới 2011 và Miss Grand Slam 2011. Ivian là một sinh viên ngoại thương, cô có chiều cao lý tưởng là 180 cm. Cô đã học để làm một nữ tu. Cô trở thành trẻ mồ côi khi cha mẹ cô qua đời năm cô 8 tuổi, Sarcos đã lớn lên bởi sự nuôi dưỡng của những nữ tu tại tu viện Cojedes. Cô có ý định trở thành một nữ tu, nhưng cô cuối cùng đã từ bỏ ý tưởng đó và cô nhận ra rằng ngoại hình có thể giúp cô trở nên nổi tiếng và cô bắt đầu phát triển sự nghiệp người mẫu.

## Hiển thị
1. ↑  http://www.missworld.com/shownews/MISS-WORLD-2011-is-VENEZUELA/419.html Lưu trữ ngày 7 tháng 11 năm 2011 tại Wayback Machine. Miss World Official Site
2. ↑  "Miranda es la nueva Miss Venezuela 2010". Bản gốc lưu trữ ngày 10 tháng 11 năm 2011. Truy cập ngày 7 tháng 11 năm 2011.
3. ↑  and MISS WORLD 2011 Una ex monja representará a Venezuela en el certamen de Miss Mundo 2011[liên kết hỏng]
4. ↑  "http://guanabee.com/2010/11/new-miss-venezuela-ivian-sarcos-video/". Bản gốc lưu trữ ngày 5 tháng 10 năm 2011. Truy cập ngày 7 tháng 11 năm 2011. {{Chú thích web}}: Liên kết ngoài trong |tựa đề= (trợ giúp)

## Các liên kết
- Website chính thức của Hoa hậu Venezuela
- Website chính thức của Hoa hậu Thế giới
- Miss Venezuela La Nueva Era MB
- Hình ảnh của Ivian Sarcos